# Zračna luka Norilsk-Alikelj
Alikelj (ruski: Алыкель, ICAO kod UOOO) je zračna luka u Tajmirskom autonomnom okrugu u Rusiji. Opslužuje gradove Noriljsk i Dudinku od kojih je udaljena oko 40 km i s kojima je povezana elektrificiranom željezničkom prugom. Jedna je od važnijih prometnih opskrbnih točaka tih dvaju gradova.
Vremenska zona: Moskovsko vrijeme+4